# Samtgemeinde Neuenhaus
Die Samtgemeinde Neuenhaus ist eine Samtgemeinde im Landkreis Grafschaft Bentheim in Niedersachsen. In ihr haben sich fünf Gemeinden zur Erledigung ihrer Verwaltungsgeschäfte zusammengeschlossen. Der Sitz der Verwaltung der Samtgemeinde befindet sich in der Stadt Neuenhaus.

## Geografie

### Gliederung
Die Samtgemeinde besteht aus den folgenden Mitgliedsgemeinden:
- Esche (607 Einwohner)
- Georgsdorf (1259 Einwohner)
- Lage (1084 Einwohner)
- Neuenhaus, Stadt (10.732 Einwohner)
- Osterwald (1194 Einwohner)

## Religionen
- 51,2 % evangelisch-reformiert
- 14,8 % evangelisch-lutherisch
- 13,4 % römisch-katholisch
- 20,6 % andere Konfessionen (vor allem evangelisch-altreformiert) und Konfessionslose

Stand: Februar 2006

## Politik

### Samtgemeinderat
Der Rat der Samtgemeinde Neuenhaus besteht aus 30 Ratsfrauen und Ratsherren. Dies ist die festgelegte Anzahl für eine Gemeinde mit einer Einwohnerzahl zwischen 12.001 und 15.000 Einwohnern. Die 30 Ratsmitglieder werden durch eine Kommunalwahl für jeweils fünf Jahre gewählt. Die aktuelle Amtszeit begann am 1. November 2021 und endet am 31. Oktober 2026.
Stimmberechtigt im Samtgemeinderat ist außerdem der hauptamtliche Samtgemeindebürgermeister.
Die letzte Samtgemeindewahlen ergaben folgende Sitzverteilungen:
| Partei                                  | Partei | 2021 | 2016 |
| --------------------------------------- | ------ | ---- | ---- |
| Christlich Demokratische Union          | CDU    | 16   | 16   |
| Sozialdemokratische Partei Deutschlands | SPD    | 09   | 10   |
| Bündnis 90/Die Grünen                   | Grüne  | 03   | 01   |
| Freie Demokratische Partei              | FDP    | 01   | 01   |
| Alternative für Deutschland             | AfD    | 01   | −    |
| Die Linke                               | Linke  | −    | 01   |

### Samtgemeindebürgermeister
Hauptamtlicher Samtgemeindebürgermeister seit 2016 ist Günter Oldekamp (parteilos). Bei der letzten Bürgermeisterwahl 2021 wurde er mit 88,96 Prozent der Stimmen ohne Gegenkandidatur wiedergewählt. Die Wahlbeteiligung lag bei 57,45 Prozent.

### Wappen
Blasonierung: „Im roten Feld über fünf (3:2) goldenen Kugeln im Schildfuß ein silbernes Haus mit fialenbesetzten Stufengiebeln und mit Zinnen über der gequaderten Traufseite vor blauem Dach; auf dem First ein blaubedachter Turm.“

### Partnergemeinden
- Boussy-Saint-Antoine in Frankreich, seit 1990
- Zelów in Polen, seit 1993
- Gyermely in Ungarn, seit 2010